# 아스미정
아스미정(明見町)은 야마나시현 미나미쓰루군에 설치되었던 정이다. 현재의 후지요시다시에 해당한다.

## 역사
- 1875년 1월 9일 - 쓰루군 2개 촌이 합병해 아스미촌이 성립하였다.
- 1878년 7월 1일 - 군구정촌편직법에 의해, 미나미쓰루군에 소속되었다.
- 1889년 7월 1일 - 정촌제 시행에 의해 아스미촌이 단독으로 지자체를 형성하였다.
- 1948년 5월 3일 - 정으로 승격해 아스미정이 되었다.
- 1951년 3월 20일 - 시모요시다정, 아스미정과 합병해 후지요시다시가 성립하여, 동일 아스미정은 페지되었다.

## 참고문헌
- 角川日本地名大辞典 19 山梨県